# Lomanella insolentia
Lomanella insolentia is een hooiwagen uit de familie Triaenonychidae.